# Goch
Goch település Németországban, azon belül Észak-Rajna-Vesztfália tartományban. Lakosainak száma 35 520 fő (2023. december 31.). Goch Kleve, Kranenburg, Bedburg-Hau, Weeze, Uedem, Bergen és Gennep községekkel határos.

## Népesség
A település népességének változása:
| Lakosok száma | 28 213 | 34 106 | 33 618 | 33 825 | 34 593 | 35 270 | 35 520 |
|               | 1975   | 2010   | 2017   | 2019   | 2021   | 2022   | 2023   |